# ノールカップ
座標: 北緯71度10分21秒 東経25度47分40秒 / 北緯71.17250度 東経25.79444度

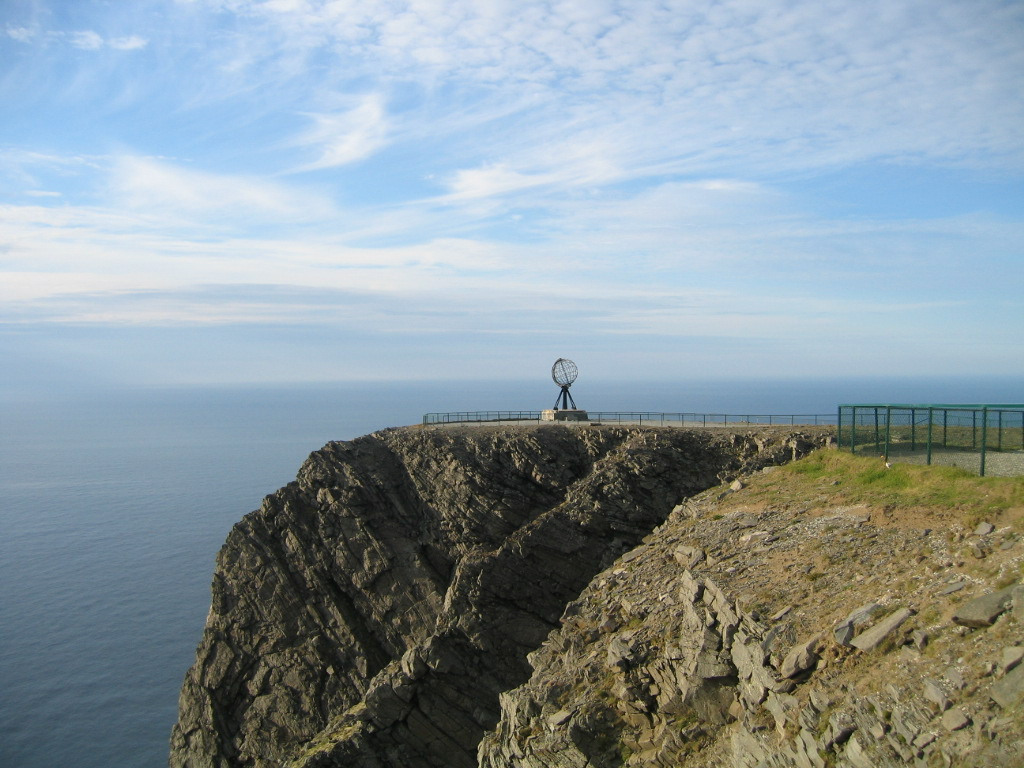
ノールカップ

ノールカップ（Nordkapplatået）は、ノルウェー北部のマーゲロイ島にある岬である。ノールカップ基礎自治体が、この岬を管轄している。

## 概要
高さ307 mの断崖で、位置は北緯71度10分21秒、東経25度47分40秒で、北極点からは2,102.3 kmである。ノールカップは大西洋の一部であるノルウェー海と北極海の一部であるバレンツ海との境界にあたる。
よくヨーロッパ最北の地とされるが、マーゲロイ島最北の場所はノールカップより約1.5 km北のクニフシェロッデンである。また、島を含めないヨーロッパ本土の最北の地点は、北緯71度8分2秒のノールキン岬である。
この岬は1533年にイギリスの探検家リチャード・チャンセラーが北東航路を探しているときにNorth Capeと命名された。ノルウェー語のNordkappはこれを訳したものであり、日本でも意訳して北岬と呼ばれることがある。その後、多くの探検家たちが、ノールカップの断崖を登った。1943年にはこの岬の沖の北極海で北岬沖海戦が戦われた。
この岬に通じる道路が開通したのは1956年であった。今日ではノールカップは観光地として知られている。
欧州全域にわたる自転車道路網であるユーロヴェロの大西洋岸ルート（EV1）は、ノールカップを起点に終点のポルトガル南部のサグレスまで大西洋岸に沿って欧州を縦断しており、その総延長は8,186 kmに及ぶ。

## 交通
ロヴァニエミ（フィンランド）から路線バス（急行）が12時間20分かけて運航されている（123ユーロ）。その他、最寄の町、ホニングスヴォーグから路線バスが1日1 - 3便（時期によって便数や時間帯が異なる）所要30分（100ノルウェー・クローネ）。いずれも夏季のみの季節運航であり、冬季はタクシーまたはレンタカーでの利用となる。
最寄空港はホニングスヴォーグ空港。トロムソ等から便がある。（ホニングスヴォーグ市内から4km100ノルウェー・クローネ程度）